# Яка Бійол
Яка Бійол (словен. Jaka Bijol, нар. 5 лютого 1999, Вузениця) — словенський футболіст, центральний захисник і опорний півзахисник італійського клубу «Удінезе» та національної збірної Словенії.

## Клубна кар'єра
Народився 5 лютого 1999 року у Вузениці. Вихованець юнацьких команд футбольних клубів «Дравоград» та «Браво».
У дорослому футболі дебютував 2017 року виступами за команду «Рудар» (Веленє), в якій провів один сезон, взявши участь у 30 матчах чемпіонату. 
Влітку 2018 року уклав п'ятирічний контракт із московським ЦСКА. У московській команді швидко став одним із гравців основного складу. Попри це у вересні 2020 року був відданий в оренду до кінця сезону 2020/21 до німецького друголігового «Ганновер 96».
Повернувшись влітку 2021 року до ЦСКА, знову мав регулярну ігрову практику.
14 липня 2022 року уклав п'ятирічний контракт з італійським «Удінезе».

## Виступи за збірні
2014 року дебютував у складі юнацької збірної Словенії (U-16), загалом на юнацькому рівні взяв участь у 26 іграх, відзначившись 3 забитими голами.
Протягом 2017–2018 років залучався до складу молодіжної збірної Словенії. На молодіжному рівні зіграв у 3 офіційних матчах.
2018 року дебютував в офіційних матчах у складі національної збірної Словенії.
| Дата       | Місто     | Господарі          | Результат | Гості       | Турнір                               | Голи | Примітки  |
| ---------- | --------- | ------------------ | --------- | ----------- | ------------------------------------ | ---- | --------- |
| 13-10-2018 | Осло      | Норвегія           | 1 – 0     | Словенія    | Ліга націй УЄФА 2018-2019 - 1-й етап | -    | 46' 84'   |
| 16-11-2018 | Любляна   | Словенія           | 1 – 1     | Норвегія    | Ліга націй УЄФА 2018-2019 - 1-й етап | -    | 84'       |
| 19-11-2018 | Софія     | Болгарія           | 1 – 1     | Словенія    | Ліга націй УЄФА 2018-2019 - 1-й етап | -    | 58' 90+2' |
| 21-3-2019  | Хайфа     | Ізраїль            | 1 – 1     | Словенія    | Відбір до ЧЄ 2020                    | -    | 90'       |
| 7-6-2019   | Відень    | Австрія            | 1 – 0     | Словенія    | Відбір до ЧЄ 2020                    | -    | 63'       |
| 10-6-2019  | Рига      | Латвія             | 0 – 5     | Словенія    | Відбір до ЧЄ 2020                    | -    | 64'       |
| 16-11-2019 | Любляна   | Словенія           | 1 – 0     | Латвія      | Відбір до ЧЄ 2020                    | -    | 74'       |
| 19-11-2019 | Варшава   | Польща             | 3 – 2     | Словенія    | Відбір до ЧЄ 2020                    | -    | 72'       |
| 3-9-2020   | Любляна   | Словенія           | 0 – 0     | Греція      | Ліга націй УЄФА 2020-2021 - 1-й етап | -    | 78'       |
| 7-10-2020  | Любляна   | Словенія           | 4 – 0     | Сан-Марино  | товариський матч                     | -    |           |
| 11-10-2020 | Приштина  | Косово             | 0 – 1     | Словенія    | Ліга націй УЄФА 2020-2021 - 1-й етап | -    |           |
| 14-10-2020 | Кишинів   | Молдова            | 0 – 4     | Словенія    | Ліга націй УЄФА 2020-2021 - 1-й етап | -    | 26' 83'   |
| 11-11-2020 | Любляна   | Словенія           | 0 – 0     | Азербайджан | товариський матч                     | -    | 83'       |
| 18-11-2020 | Афіни     | Греція             | 0 – 0     | Словенія    | Ліга націй УЄФА 2020-2021 - 1-й етап | -    | 77'       |
| 24-3-2021  | Любляна   | Словенія           | 1 – 0     | Хорватія    | Відбір до ЧС 2022                    | -    | 69'       |
| 27-3-2021  | Сочі      | Росія              | 2 – 1     | Словенія    | Відбір до ЧС 2022                    | -    | 62'       |
| 30-3-2021  | Строволос | Кіпр               | 1 – 0     | Словенія    | Відбір до ЧС 2022                    | -    | 58'       |
| 1-6-2021   | Скоп'є    | Північна Македонія | 1 – 1     | Словенія    | товариський матч                     | -    | 62'       |
| 4-6-2021   | Копер     | Словенія           | 6 – 0     | Гібралтар   | товариський матч                     | -    | 62'       |
| 1-9-2021   | Любляна   | Словенія           | 1 – 1     | Словаччина  | Відбір до ЧС 2022                    | -    | 83'       |
| 4-9-2021   | Любляна   | Словенія           | 1 – 0     | Мальта      | Відбір до ЧС 2022                    | -    |           |
| 7-9-2021   | Спліт     | Хорватія           | 3 – 0     | Словенія    | Відбір до ЧС 2022                    | -    | 90+1'     |
| 8-10-2021  | Та-Калі   | Мальта             | 0 – 4     | Словенія    | Відбір до ЧС 2022                    | -    |           |
| 11-10-2021 | Марибор   | Словенія           | 1 – 2     | Росія       | Відбір до ЧС 2022                    | -    | 77'       |
| 14-11-2021 | Любляна   | Словенія           | 2 – 1     | Кіпр        | Відбір до ЧС 2022                    | -    |           |
| 26-3-2022  | Ер-Райян  | Хорватія           | 1 – 1     | Словенія    | товариський матч                     | 1    |           |
| 29-3-2022  | Ер-Райян  | Хорватія           | 1 – 1     | Словенія    | товариський матч                     | -    | 37'       |
| 2-6-2022   | Любляна   | Словенія           | 0 – 2     | Швеція      | Ліга націй УЄФА 2022-2023 - 1-й етап | -    |           |
| 5-6-2022   | Белград   | Сербія             | 4 – 1     | Словенія    | Ліга націй УЄФА 2022-2023 - 1-й етап | -    |           |
| 9-6-2022   | Осло      | Норвегія           | 0 – 0     | Словенія    | Ліга націй УЄФА 2022-2023 - 1-й етап | -    | 66'       |
| 12-6-2022  | Любляна   | Словенія           | 2 – 2     | Сербія      | Ліга націй УЄФА 2022-2023 - 1-й етап | -    |           |
| Усього     |           | Матчів             | 31        |             | Голів                                | 1    |           |

## Титули і досягнення
- Володар Суперкубка Росії (1):

ЦСКА (Москва): 2018